# غاي بويد (ممثل)
غاي بويد (بالإنجليزية: Guy Boyd)‏ مواليد 15 أبريل 1943 في شيكاغو، إلينوي، الولايات المتحدة، هو ممثل أمريكي بدأ مسيرته الفنية سنة 1981. ظهر في قرابة 50 فلما. من أعماله صائد الثعالب. فاز بكأس فولبي.

## روابط خارجية
- غاي بويد على موقع IMDb (الإنجليزية)
- غاي بويد على موقع أول موفي (الإنجليزية)
- غاي بويد على موقع قاعدة بيانات الفيلم (الإنجليزية)